# Jerzy Wądołkowski
Jerzy Wądołkowski, ps. Jurek (ur. 16 marca 1895 w Warszawie, zm. 22 maja 1964 we Milanówku) – polski działacz niepodległościowy i społeczny, harcmistrz, współtwórca harcerstwa w Warszawie, major dyplomowany piechoty Wojska Polskiego, kawaler Orderu Virtuti Militari.

## Życiorys
Jerzy Wądołkowski urodził się w rodzinie Antoniego i Stanisławy z Kręckich jako drugi z ich trzech synów: Karol (1893–1920), kawaler orderu Virtuti Militari, zginął w wojnie z bolszewikami, Ignacy (1897–1969). Mieli trzy siostry: Reginę (1900–1996), późniejszą żonę Henryka Dyducha, Anielę i Annę (właśc. Marię). Ukończył Szkołę Realną Stowarzyszenia Techników im. Stanisława Staszica w Warszawie, uzyskując maturę w 1914 roku, w 1918 roku rozpoczął studia na Wydziale Architektury Politechniki Warszawskiej, jednak studiował jedynie przez 1 semestr. W roku 1925 ukończył Wyższą Szkołę Wojenną.
Już w czasie nauki w gimnazjum, jesienią 1911 roku, z polecenia Związku Młodzieży Polskiej „Przyszłość”, do którego należał, utworzył w szkole drużynę skautową. W marcu 1912 roku drużyna ta połączyła się z działającym również w tej szkole plutonem skautowym, prowadzonym przez Janusza Rudnickiego (utworzonym z ramienia Organizacji Młodzieży Niepodległościowej „Zarzewie”). Od listopada 1911 roku uczestniczył również w działalności tajnej komisji, która z czasem przekształciła się w Naczelną Komendę Skautową.
W 1915 roku wraz z innymi starszymi skautami wstąpił do Batalionu Warszawskiego POW. Po dołączeniu Batalionu do I Brygady Legionów Polskich służył w I Brygadzie do 1917 roku, kiedy został odkomenderowany do pracy w tajnej POW ze skierowaniem do pracy w harcerstwie. Od 27 lipca 1917 roku do 2 listopada 1918 roku był członkiem Komendy Naczelnej ZHP, pełniąc jednocześnie funkcję kierownika Wydziału Regulaminowego oraz komendanta Okręgu 1A (męskiego) Stołecznego w Warszawie. Wszedłszy w skład Wydziału Wojskowego przy utworzonym w listopadzie 1918 roku Naczelnym Inspektoracie Harcerstwa Polskiego przygotowywał harcerzy do rozbrajania Niemców, wspólnie z POW, w dniach 10–11 listopada 1918 roku. Sam brał również udział w rozbrajaniu oraz zajmowaniu gmachów publicznych i wojskowych. Do połowy kwietnia 1919 roku był dowódcą kompanii w Batalionie Harcerskim Wojska Polskiego. Od 15 kwietnia walczył w 5 pułku piechoty Legionów. Od 1920 roku był już zawodowym oficerem WP. Kolejne etapy jego służby:
- 1920 – walczył jako dowódca kompanii w 5 pułku piechoty Legionów
- 1922 – pracował w Wydziale Stowarzyszeń Wojskowo-Wychowawczych Oddziału III Sztabu Generalnego (odpowiedzialny za ZHP i Związek Strzelecki).

17 maja 1922 został odznaczony orderem wojskowym „Virtuti Militari" V klasy.
W 1927 roku pełnił służbę w Wydziale Przysposobienia Wojskowego Oddziału III Sztabu Generalnego. 18 lutego 1928 roku został mianowany majorem ze starszeństwem z dniem 1 stycznia 1928 roku i 99. lokatą w korpusie oficerów piechoty. W 1928 roku został przeniesiony do 84 pułku Strzelców Poleskich w Pińsku na stanowisko dowódcy batalionu. 20 września 1930 roku został przydzielony do dowództwa 6 Dywizji Piechoty w Krakowie na stanowisko szefa sztabu. 1 listopada 1932 roku został przeniesiony do Dowództwa Okręgu Korpusu Nr VII w Poznaniu na stanowisko kierownika samodzielnego referatu. W latach 1936–1939 był kierownikiem samodzielnego referatu w Wojskowym Biurze Historycznym w Warszawie.
We wrześniu 1939 roku został internowany w Rumunii, skąd został 8 lutego 1941 roku wydany Niemcom. Był jeńcem oflagów: VI E Dorsten i VI B Dössel, następnie przebywał w szpitalu oflagu VII A Murnau. We wrześniu 1946 roku wrócił do Polski. Był ciężko chory, żył z renty.
Po śmierci został pochowany w Milanówku. Nie założył rodziny.
Napisał broszurkę: Regulaminy. Część I. Próby na stopnie harcerskie (Warszawa, 1918).

## Ordery i odznaczenia
- Krzyż Srebrny Orderu Wojskowego Virtuti Militari nr 7579 (17 maja 1922)[9][10]
- Krzyż Niepodległości (9 listopada 1931)[11]
- Krzyż Oficerski Orderu Odrodzenia Polski (pośmiertnie, 31 lipca 1999)[12]
- Krzyż Kawalerski Orderu Odrodzenia Polski (10 listopada 1928)[13]
- Krzyż Walecznych (czterokrotnie)[3][8][14]